# В
В (chữ nhỏ: в; in nghiêng: В в) là một chữ cái trong bảng chữ cái Kirin.
Chữ cái này thường được đại diện cho âm xát môi răng hữu thanh /v/, như ⟨v⟩ trong "viết".
В thường được latinh hóa thành chữ V nhưng đôi khi là chữ W (trong tiếng Ba Lan hoặc tiếng Đức).